# Cirque des Boutières
Le cirque des Boutières est un cirque naturel français situé dans le massif du Mézenc, dans le département de l'Ardèche et le parc naturel régional des Monts d'Ardèche.

## Formation géologique
La falaise du cirque des Boutières est le vestige du cratère d'un ancien volcan, érodé par la glace pour former un cirque d'environ 1 500 à 2 000 mètres de diamètre.
Cette formation géologique repose sur un substrat granitique, où différents types de volcanisme se sont manifestés : des éruptions basaltiques et fluides ont eu lieu dans les zones de moindre altitude, tandis que les roches au sommet sont des trachytes. Dans le secteur sud du cirque, on trouve des dépôts phréatomagmatiques de type maar, contenant des éléments granitiques. Le cycle volcanique s'est ensuite conclu par une phase strombolienne,.

## Protection environnementale
Le versant septentrional du cirque est inclus dans le site Natura 2000 « Secteur des Sucs », tandis que son intégralité est répertoriée en ZNIEFF de type 2 « Sucs et prairies d'altitude du massif du Mézenc », ainsi que dans la ZNIEFF de type 1 « Roches des Cuzets ». Par ailleurs, le site « Cirque des Boutières : érosion et mise en relief des volcans miocènes » est inscrit à l'inventaire national du patrimoine géologique.